# Bellonella variabilis
Bellonella variabilis is een zachte koraalsoort uit de familie Alcyoniidae. De koraalsoort komt uit het geslacht Bellonella. Bellonella variabilis werd in 1891 voor het eerst wetenschappelijk beschreven door Studer. 